# Rame (chanson)
Pour les articles homonymes, voir Rame.
Pistes de Rame
Tout me fait peur On s'ennuie
Rame est une chanson d'Alain Souchon, sortie en 1980 dans l'album Rame, écrite par Alain Souchon et composée par Laurent Voulzy. Devenue une chanson majeure d'Alain Souchon, il la reprend régulièrement notamment dans les albums live : Alain Souchon en public (1981), Olympia 83 (1983), Défoule sentimentale (1995), Alain Souchon est chanteur (2010) et Âme fifty-fifties (2020).

## Présentation et genèse
Il s'agit d'une chanson égrenant les jeux de mots et les tournures de la langue française. Par le biais de ces jeux de mots, Alain Souchon dénonce la docilité des êtres humains qui restent lâches et se contentent de faire des efforts. Il dénonce aussi l'absurdité de la vie moderne et les manipulations de la société :
"Rame, rame. Rameurs, ramez.

On avance à rien dans c'canoë.

Là-haut,

On t'mène en bateau :

Tu n'pourras jamais tout quitter, t'en aller... 

Tais-toi et rame."

## Reprises
- En 1997, la chanson a été reprise par les Enfoirés, sur l'album Le Zénith des Enfoirés avec l’ensemble de la troupe.
- Jeanne Cherhal a repris cette chanson en 2017 sur l'album hommage à Alain Souchon, Souchon dans l'air.